# Syngramma alismifolia
Syngramma alismifolia är en kantbräkenväxtart som först beskrevs av Karel Presl, och fick sitt nu gällande namn av John Smith. Syngramma alismifolia ingår i släktet Syngramma och familjen Pteridaceae. Inga underarter finns listade.